# Liste bolivianischer Zeitungen
Diese ist eine Liste der Zeitungen in Bolivien.

## Tageszeitungen
- El Diario (La Paz)
- Jornada (La Paz)
- La Prensa (La Paz)
- La Razón (La Paz)
- Los Tiempos (Cochabamba)
- Opinión (Cochabamba)
- La Patria (Oruro)
- El Potosí (Potosí)
- El Deber (Santa Cruz)
- El Mundo (Santa Cruz)
- El Nuevo Día (La Paz)
- La Estrella del Oriente (Santa Cruz)
- Correo del Sur (Sucre)
- El País (Tarija)
- Nuevo Sur (Tarija)
- La Palabra del Beni (Beni)